# Ctenomys australis
Туко-туко південний (Ctenomys australis) — вид гризунів родини тукотукових що мешкає в південно-східній провінції Буенос-Айрес, Аргентина дуже вузькою смугою вздовж узбережжя. Живе в прибережних піщаних дюнах вкритих травами. Трапляється тільки в межах 50 м смуги від берега, в першій лінії дюн. Середня величина приплоду 2,9.

## Загрози та охорона
Серйозною загрозою для цього виду є розвиток курортів для пляжного туризму і створення соснових насаджень — обидва призводять до значної втрати місць проживання. Немає жодних збережуваних заходів, що вживаються для захисту цього виду.